# Список дешевих авіаліній
У списку дешевих авіаліній представлено перелік авіакомпаній за регіонами, які надають послуги з авіаперевезень за помірними цінами та дотримуються правил лоу-кост-перевізників.

## Азія

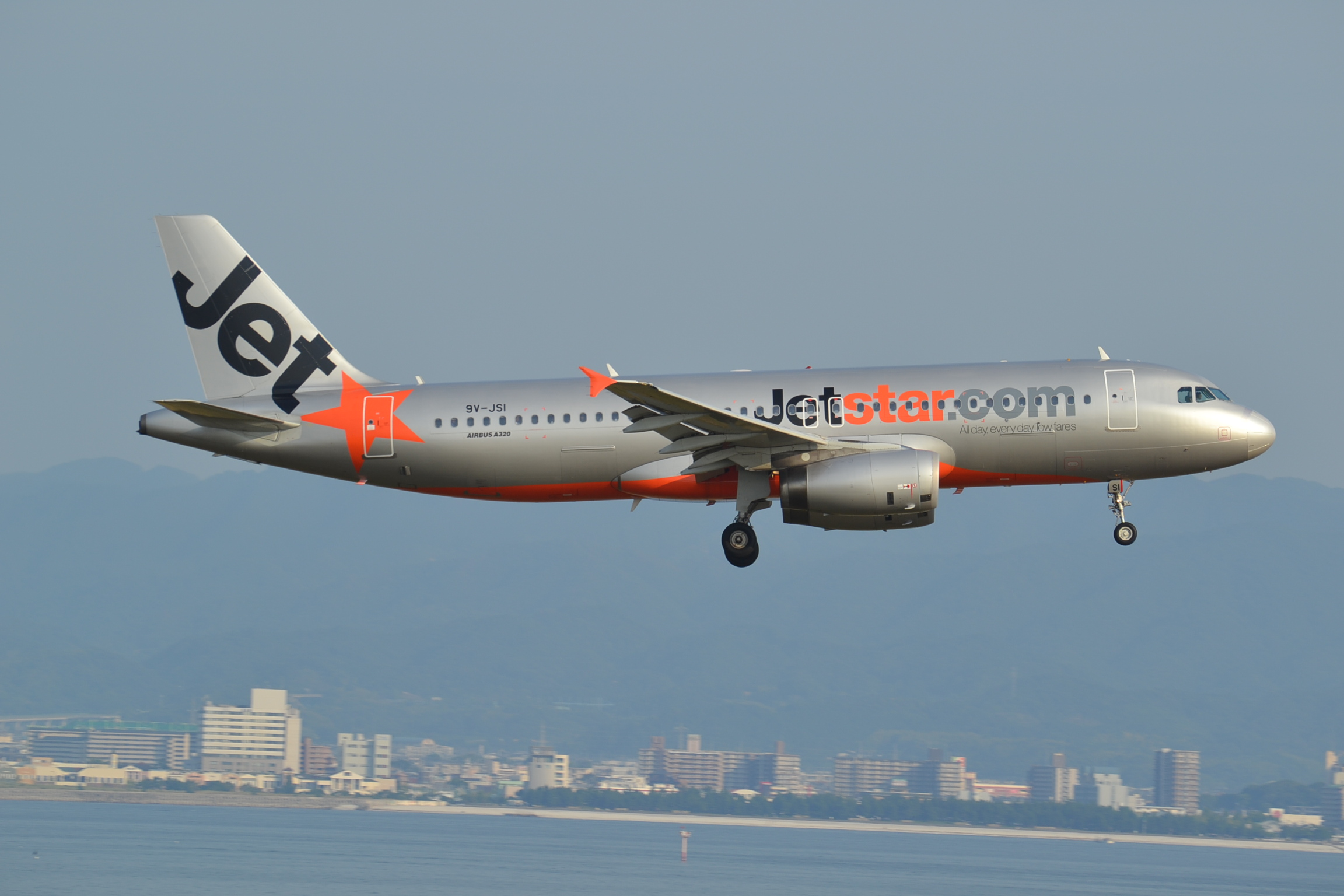
A320 компанії «Jetstar Asia Airways» в аеропорту «Кансай», Осака.

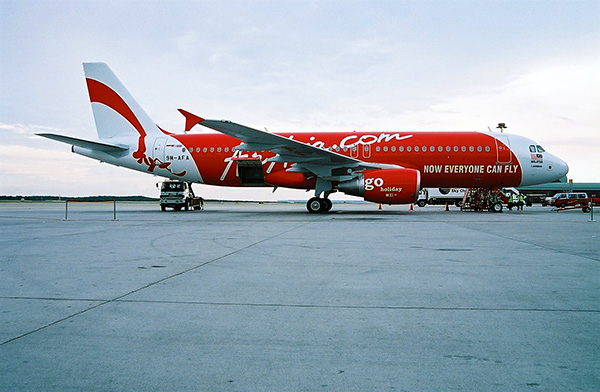
Airbus A320 компанії «AirAsia» в аеропорту «Куала-Лумпур».

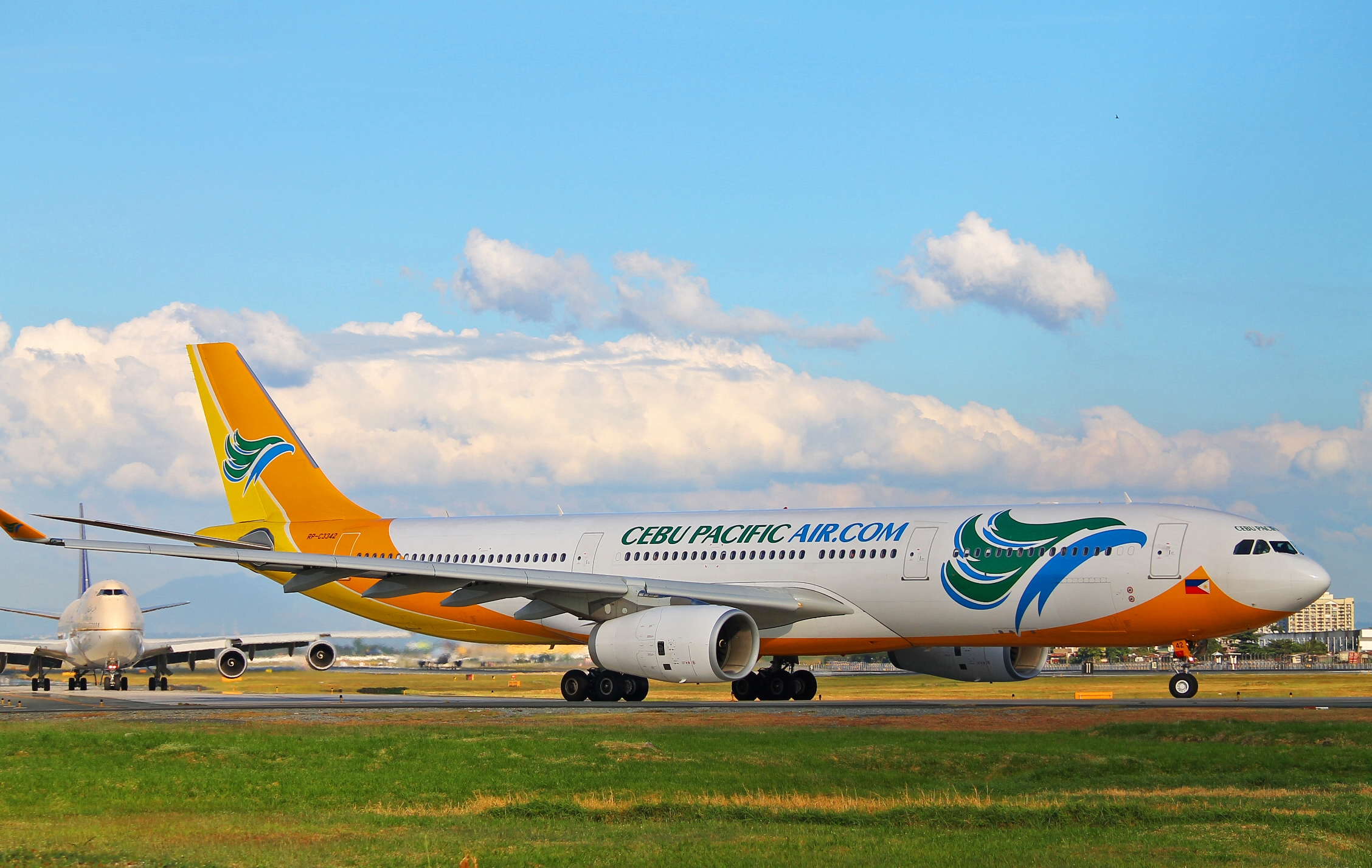
Літак «Cebu Pacific» в аеропорту Маніли

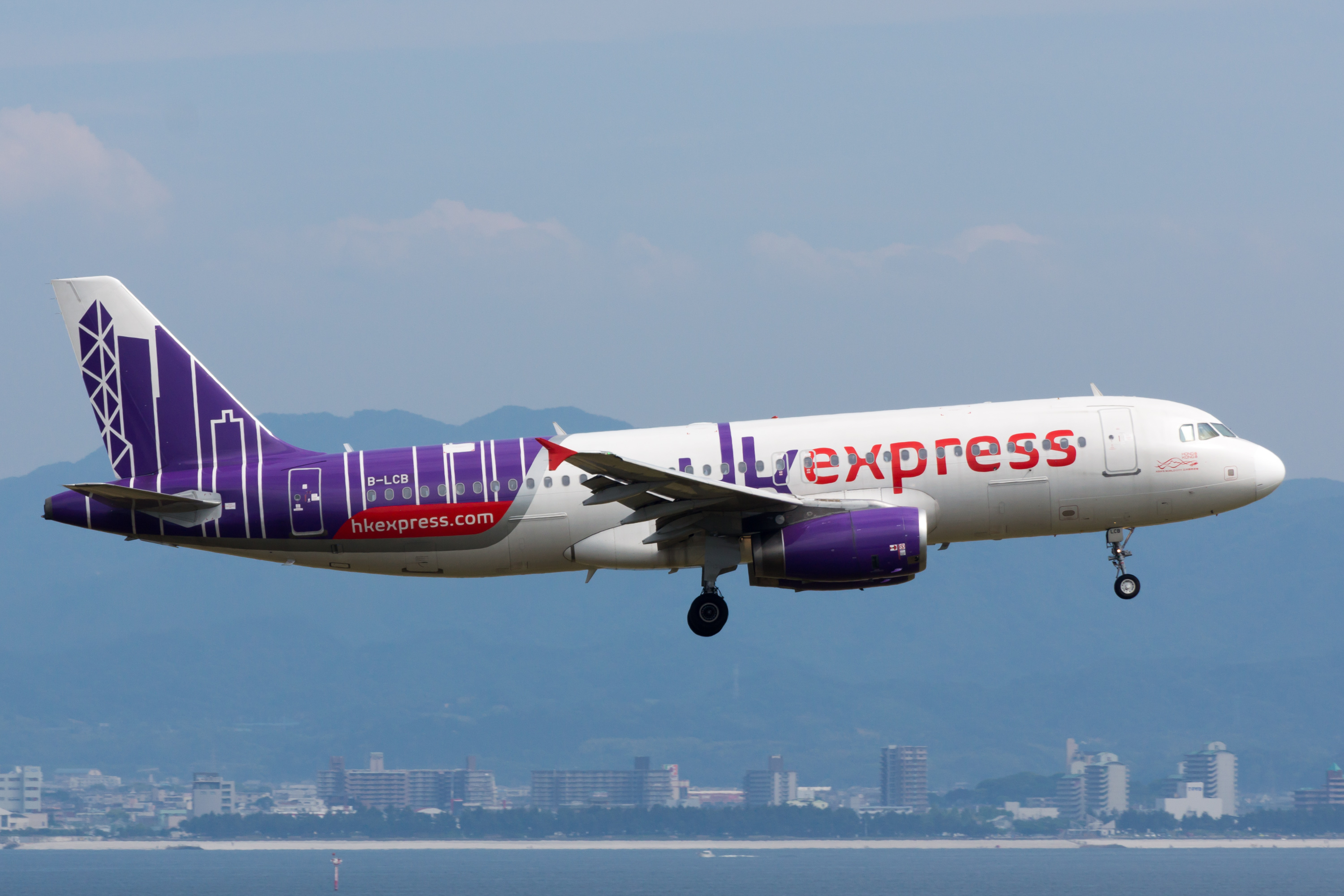
Airbus A320-200 компанії «HK Express»

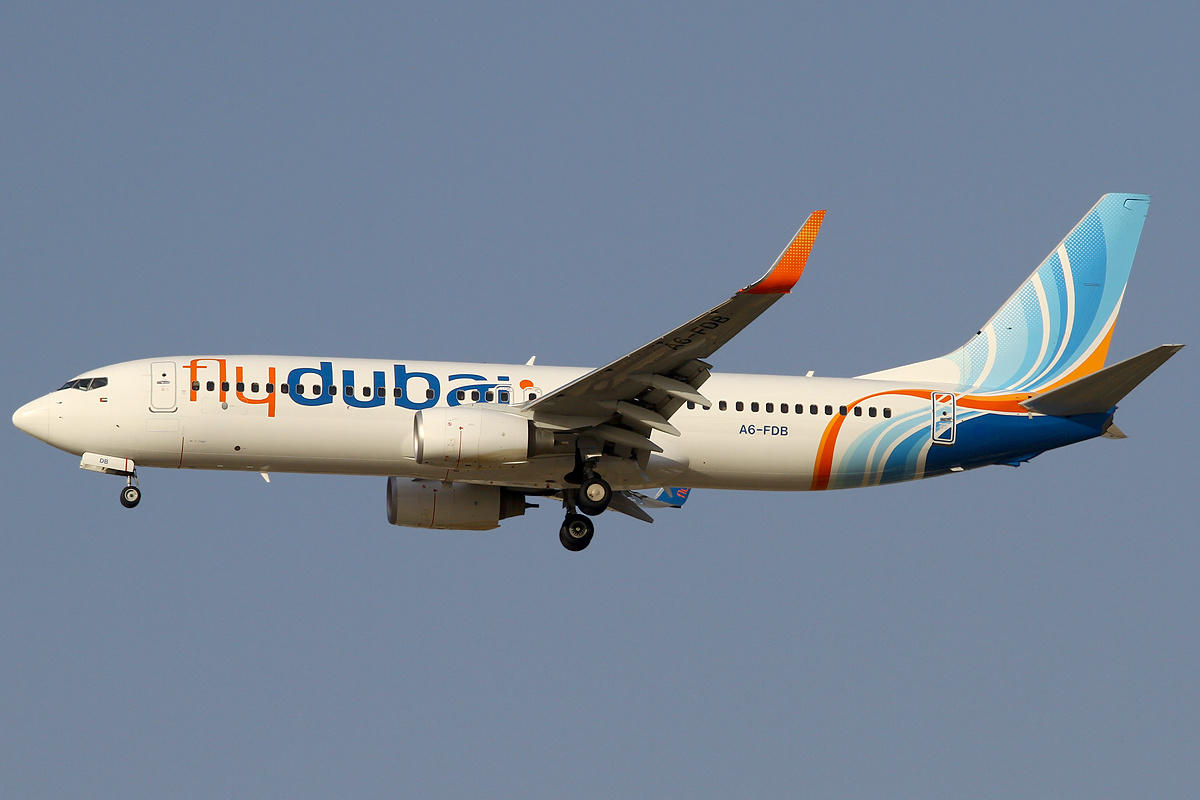
Flydubai Boeing 737-800 заходить на посадку в Дубаї

| Камбоджа - Lanmei Airlines КНР - 9 Air - Beijing Capital Airlines - Colorful Guizhou Airlines - China United Airlines - Jiangxi Air - Lucky Air - Ruili Airlines - Spring Airlines - Urumqi Air - West Air Гонконг - HK Express Індія - Air India Express - AirAsia India - GoAir - IndiGo - SpiceJet Індонезія - Citilink - Indonesia AirAsia - Lion Air - Wings Air Японія - AirAsia Japan - Jetstar Japan - Peach - Spring Airlines Japan - Vanilla Air - ZIPAIR Tokyo Казахстан - FlyArystan Киргизстан - Air Manas |  | Малайзія - AirAsia - AirAsia X Оман - Salam Air Пакистан - Airblue Філіппіни - Cebgo - Cebu Pacific - Philippines AirAsia Саудівська Аравія - Flynas - Flyadeal Сінгапур - Jetstar Asia Airways - Scoot Південна Корея - Air Busan - Air Seoul - Eastar Jet - Jeju Air - Jin Air - T'way Air Тайвань - Tigerair Taiwan Таїланд - Nok Air - NokScoot - Thai AirAsia - Thai AirAsia X - Thai Lion Air - Thai Vietjet Air ОАЕ - Air Arabia - flydubai В'єтнам - Jetstar Pacific Airlines - VietJet Air |  |  |

## Америка

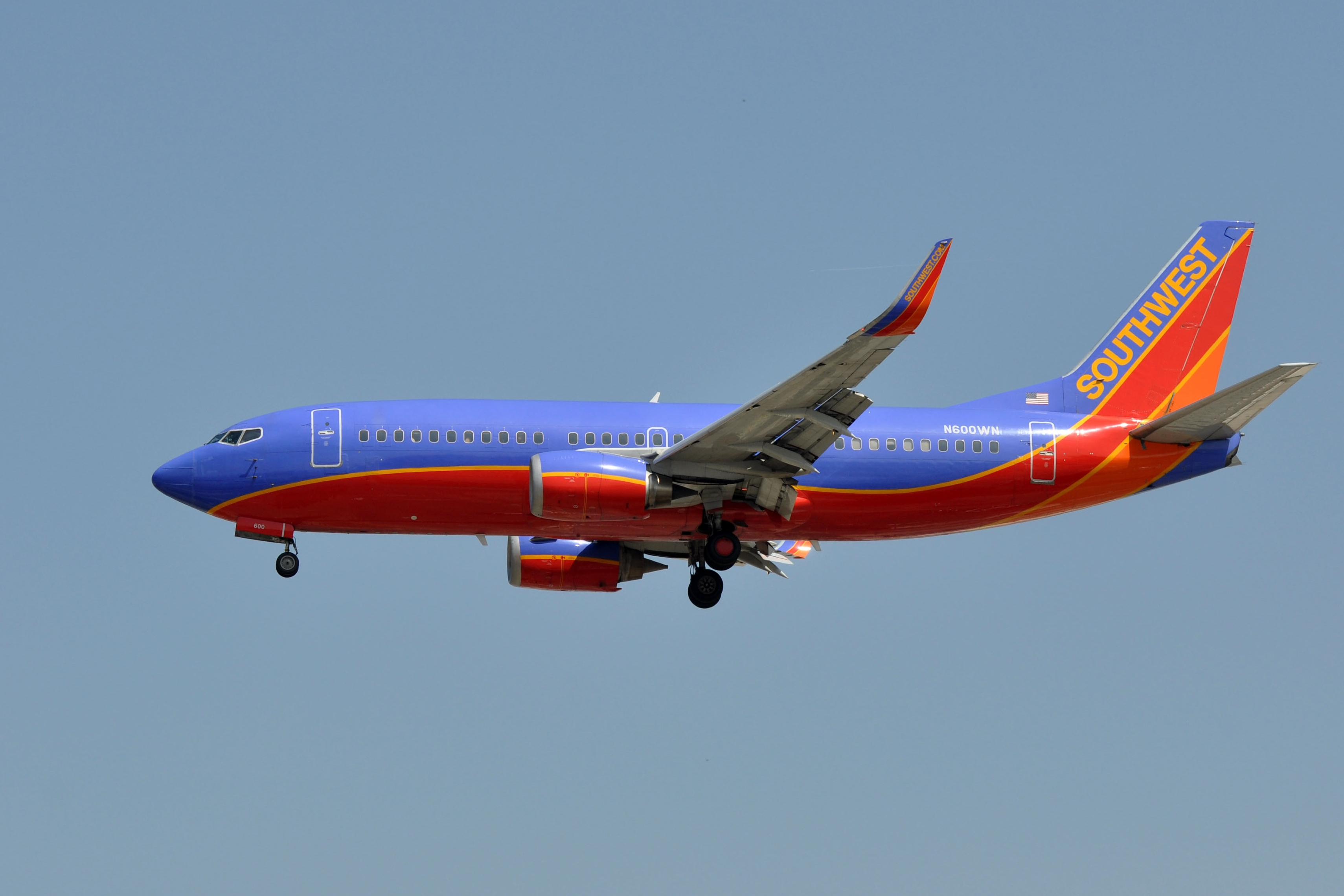
Southwest Airlines — найбільша у світі лоу-кост-авіакомпанія

| Аргентина - Flybondi - Norwegian Air Argentina Бразилія - Azul Brazilian Airlines - Gol Transportes Aéreos Канада - Air Canada Rouge - Air Transat - Canada Jetlines - Flair Airlines - Sunwing Airlines - Swoop - WestJet (formerly) Чилі - Sky Airline - JetSmart Колумбія - Viva Air Colombia - Wingo Коста-Рика - Volaris Costa Rica |  | Домініканська Республіка - Flycana Гондурас - EasySky Мексика - Interjet - VivaAerobús - Volaris Перу - Viva Air Perú США - Allegiant Air - Frontier Airlines - JetBlue - Southwest Airlines - Spirit Airlines - Sun Country Airlines Венесуела - Venezolana |

## Африка

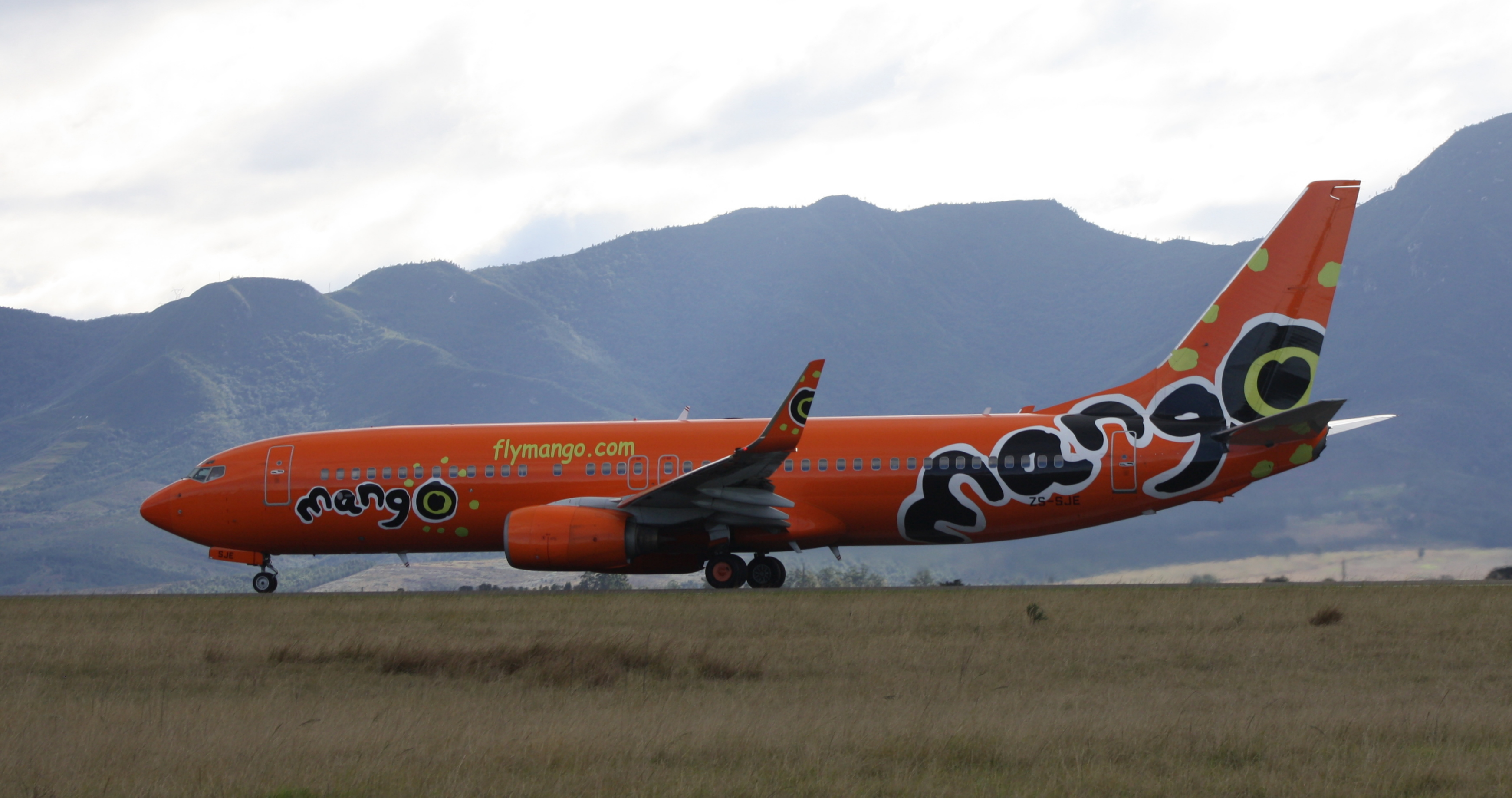
Boeing 737 компанії «Mango»

| Єгипет - Air Arabia Egypt - Air Cairo Кенія - Jambojet - Fly540 Марокко - Air Arabia Maroc Мозамбік - Fastjet Mozambique |  | ПАР - FlySafair - kulula.com - Mango Танзанія - Fastjet Tanzania Зімбабве - Fastjet Zimbabwe |

## Європа

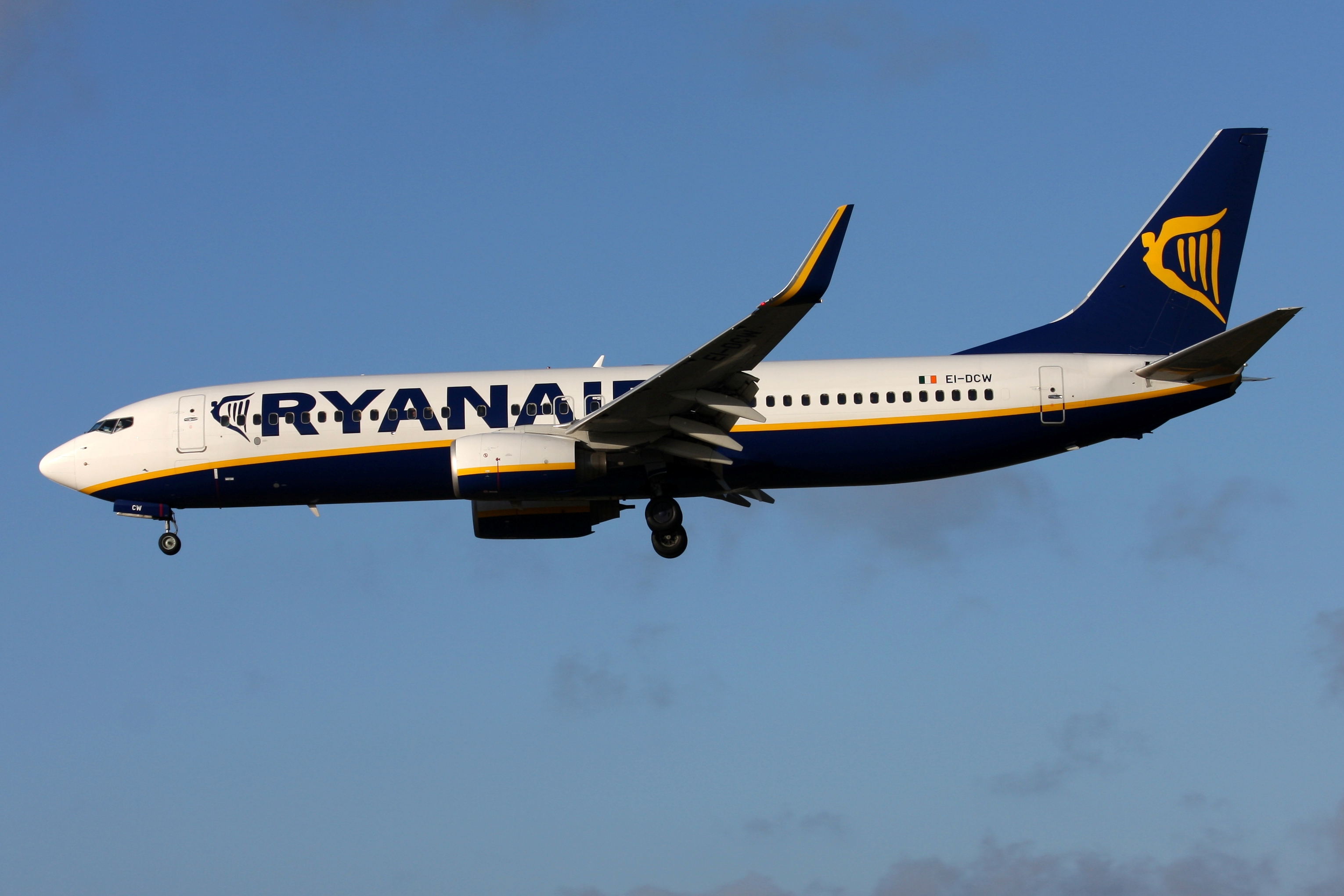
Boeing 737-800 компанії Ryanair, найбільшої у Європі та другої у світі.

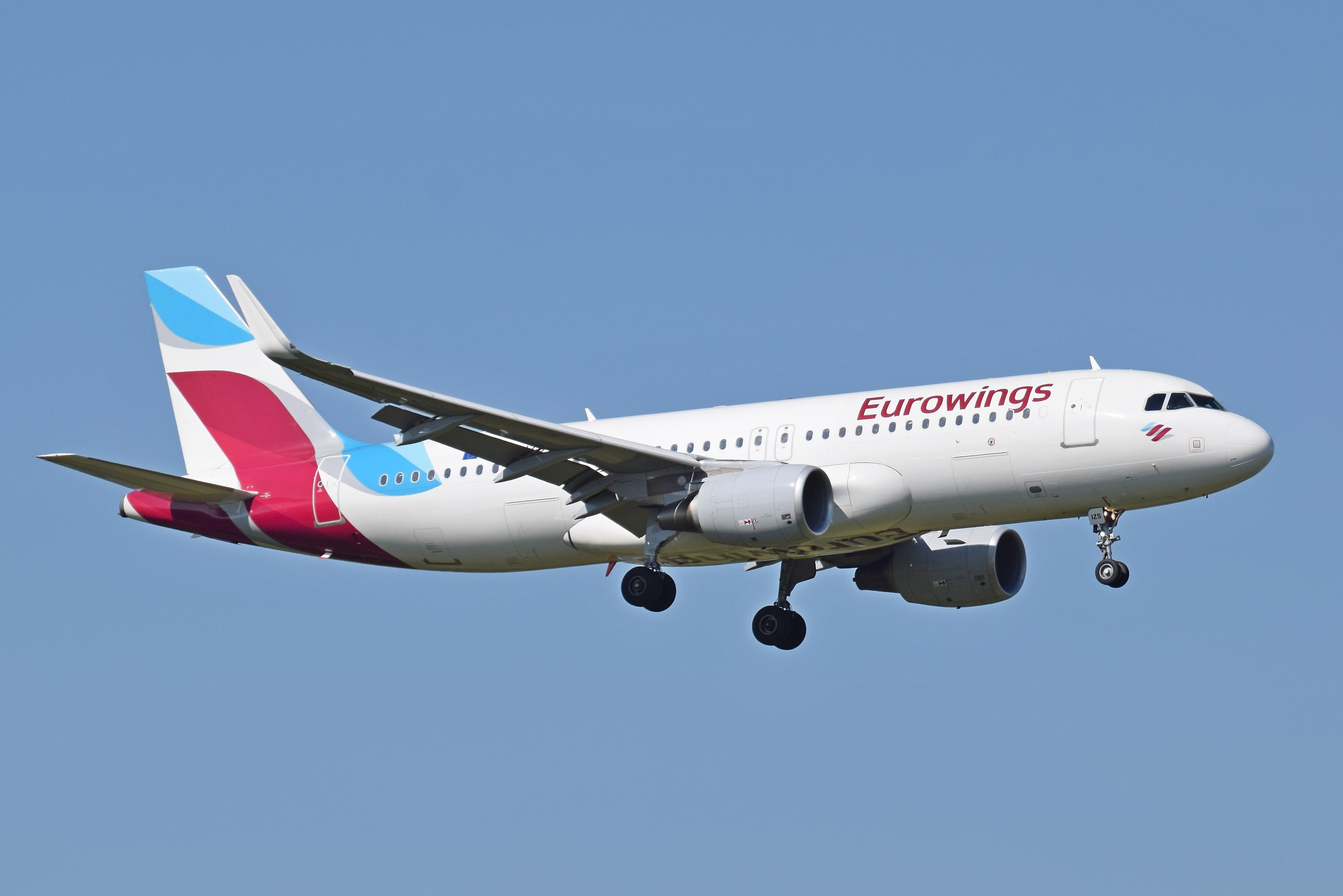
Airbus A320-200 компанії «Eurowings»

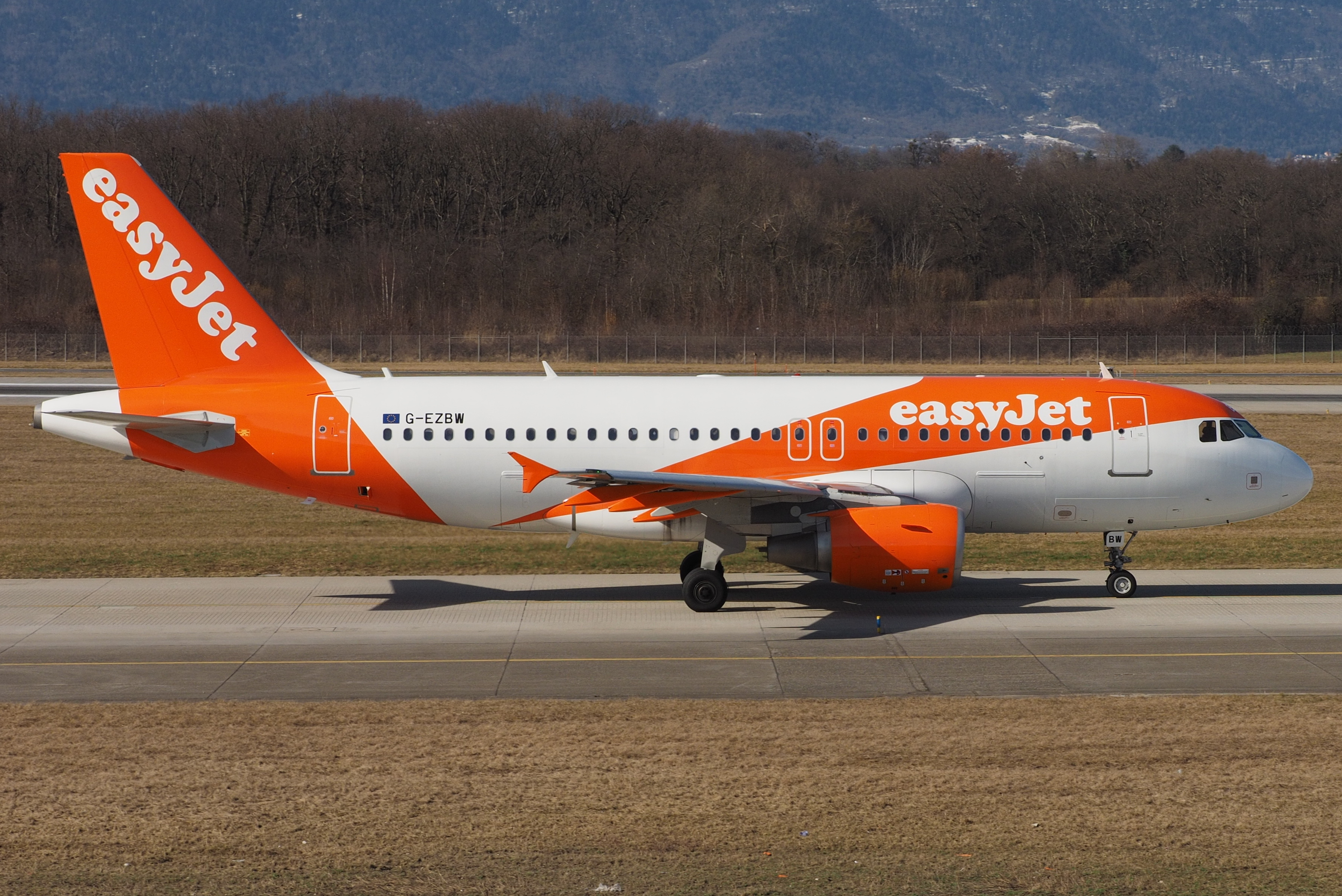
Airbus A319 компанії easyJet, найбльшої у Великій Британії

| Албанія - Albawings Австрія - easyJet Europe - Eurowings Europe - Lauda Азербайджан - Buta Airways Франція - French Bee - Transavia France Німеччина - Eurowings Угорщина - Wizz Air Ірландія - Ryanair - Norwegian Air International Італія - Blue Panorama Airlines - Ernest Airlines Латвія - AirBaltic Молдова - FlyOne Нідерланди - Transavia |  | Норвегія - Norwegian Air Shuttle Румунія - Blue Air Росія - Победа Іспанія - Iberia Express - Level - Volotea - Vueling Швеція - Norwegian Air Sweden Швейцарія - easyJet Switzerland Туреччина - Onur Air - Pegasus Airlines Україна - SkyUp Велика Британія - EasyJet - Flybe - Jet2.com - Norwegian Air UK - Ryanair UK - Wizz Air UK |

## Океанія
| Австралія - Jetstar Airways - Tigerair Australia - TOKELAU AIRLINES |

## Найбільші бюджетні авіакомпанії
Найбільші бюджетні авіакомпанії за кількістю перевезених пасажирів у мільйонах за рік.
| Ranks | Airline / Holding        | '15   | '14   | '13   | '12   | '11   | '10   | Sources |  |
| ----- | ------------------------ | ----- | ----- | ----- | ----- | ----- | ----- | ------- |  |
| 1     | Southwest Airlines       | 144.6 | 135.8 | 133.2 | 134.0 | 135.2 | 106.2 |         |  |
| 2     | Ryanair                  | 101.4 | 86.4  | 81.4  | 79.6  | 76.4  | 72.7  |         |  |
| 3     | easyJet1                 | 69.9  | 65.3  | 61.4  | 59.2  | 55.5  | 49.7  |         |  |
| 4     | AirAsia Group 2          | 50.6  | 45.6  | 42.6  | 34.1  | 29.9  | 25.7  |         |  |
| 5     | Lion Air Group 3         | –     | 45.0  | 37.9  | 32.0  | 27.0  | 20.5  |         |  |
| 6     | Gol Transportes Aéreos 4 | 39.1  | 40.1  | 36.3  | 39.2  | 36.2  | 32.9  |         |  |
| 7     | JetBlue                  | 35.1  | 32.0  | 30.4  | 29.0  | 26.3  | 24.3  |         |  |
| 8     | IndiGo                   | 58    | 29.7  | 22.8  | 19.3  | 15.8  | –     | –       |  |
| 9     | Norwegian Air Shuttle    | 25.8  | 24.0  | 20.7  | 17.7  | 15.7  | 13.0  |         |  |
| 10    | Vueling                  | 24.8  | 21.5  | 17.2  | 14.8  | 12.3  | 11.0  |         |  |
| 11    | Pegasus Airlines         | 22.3  | 19.7  | 16.9  | 13.6  | 11.3  | 8.6   |         |  |
| 12    | WestJet                  | 20.2  | 19.6  | 18.5  | 17.4  | 16.0  | 15.2  |         |  |
| 13    | Wizz Air5                | 19.2  | 12.0  | 11.2  | 9.6   | 7.8   | 5.8   |         |  |
| 14    | Cebu Pacific 6           | 18.4  | 16.9  | 14.4  | 12.3  | 10.5  | –     |         |  |
| 15    | Spirit Airlines          | 17.9  | 14.3  | 12.4  | 10.4  | 8.5   | 7.0   |         |  |
| 16    | SpiceJet                 | 11.7  | 12.6  | 11.7  | 9.5   | 8.6   | 6.6   |         |  |
| 17    | Transavia 7              | 10.8  | 9.9   | 8.9   | -     | -     | -     |         |  |
| 18    | Allegiant Air            | 9.4   | 8.0   | 7.1   | 6.6   | 6.1   | 5.9   |         |  |
| 19    | flydubai                 | 9.0   | 7.3   | 6.8   | 5.1   | –     | –     |         |  |
| 20    | flybe                    | –     | 7.7   | 7.5   | 7.6   | 7.2   | 7.2   |         |  |
| 21    | Virgin America           | 7.0   | 6.5   | 6.3   | 6.2   | –     | –     |         |  |
| 22    | Air Arabia 8             | –     | 6.8   | 6.1   | 5.3   | 4.7   | 4.5   |         |  |
| 23    | Jet2.com                 | 5.9   | 6.0   | 5.5   | 4.8   | 4.2   | 3.4   |         |  |
| 24    | Mango                    | 2.3   | 1.8   | 1.6   | 1.4   | 1.3   | 1.3   |         |  |
| 25    | Fastjet 9                | 0.8   | 0.6   | 0.4   | <0.1  | –     | –     |         |  |

Notes
- ↑  Включає  EasyJet Switzerland.
- ↑  Включає  AirAsia India, AirAsia Japan, AirAsia X, Indonesia Airasia, Philippines AirAsia, Thai AirAsia and Thai AirAsia X.
- ↑  Включає  Batik Air, Wings Air, Malindo Air and Thai Lion Air.
- ↑  Включає  Gol Transportes Aéreos and VARIG.
- ↑  Включає  Wizz Air Ukraine and Wizz Air Serbia.
- ↑  Включає  Cebgo.
- ↑  Включає  Transavia France.
- ↑  Включає  Air Arabia Maroc, Air Arabia Egypt and Air Arabia Jordan.
- ↑  Включає Fastjet Tanzania and Fastjet Zimbabwe.

## Неіснуючі дешеві авіалінії

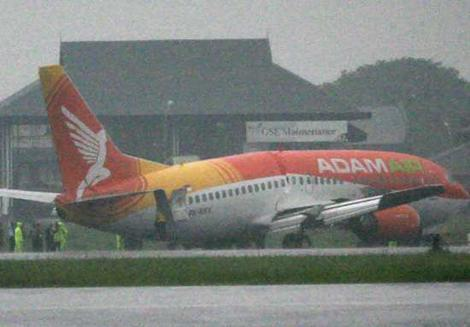
Літак «Adam Air» зазнав катастрофи в аеропорту «Сідоарджо»

| Албанія - Albatros Airways - Belle Air Алжир - Antinea Airlines - Ecoair International Австралія - Air Australia - Compass Airlines - East-West Airlines - Impulse Airlines (придбана компанією «Qantas» та ребрендована як «Jetstar» та «QantasLink») - Virgin Blue (втратила статус лоу-кост-перевізника та ребрендована на «Virgin Australia») Австрія - Niki Бахрейн - Bahrain Air Барбадос - REDjet Бельгія - Virgin Express (об'єднана з компанією «SN Brussels Airlines» у «Brussels Airlines») Болгарія - Wizz Air Bulgaria Бразилія - BRA Transportes Aéreos - WebJet Linhas Aéreas Чилі - Latin American Wings Канада - Air Canada Tango - Canada 3000 - CanJet - Greyhound Air - Harmony Airways - Jetsgo - Vistajet - Wardair - Zip - Zoom Airlines Колумбія - Aires - Intercontinental Кіпр - Helios Airways Чехія - Blue Air Moravia Данія - Sterling Airlines - Transavia.com Denmark Еквадор - Icaro Air Фарерські острови - FaroeJet Фінляндія - Flying Finn Франція - Air Turquoise - Flywest Грузія - Flyvista Німеччина - Air Berlin (втратила статус лоу-кост-перевізника у 2010 році) - DBA - Germanwings (поглинена «Eurowings») - HLX (об'єднана з «Hapagfly» у «Tuifly», згодом поглинена «Air Berlin») - OLT Express Germany Гонконг - Jetstar Hong Kong - Oasis Hong Kong Airlines Ісландія - Iceland Express - Loftleiðir - WOW Air Індонезія - Adam Air - Bali Air - Batavia Air Індія - Kingfisher Airlines - Jetlite (об'єднана з Jet Airways) - Simplifly Deccan - Paramount Airways - JetKonnect (об'єднана з Jet Airways) Ізраїль - Up Італія - Air One - Air Service Plus - Alpieagles - Club Air - MyAir - Volare Airlines Японія - Air Next - Link Airs Йорданія - Air Arabia Jordan Литва - Star1 Airlines Макао - Viva Macau Мексика - Aero California - Aladia - Aviacsa - Avolar - Click Mexicana (Втратила статус лоу-кост-перевізника у 2008 році та ребрендована на «MexicanaClick») - Líneas Aéreas Azteca - SARO - TAESA Lineas Aéreas |  | Марокко - Atlas Blue - Jet4you Непал - Cosmic Air - Fly Yeti Нідерланди - V Bird Нова Зеландія - Freedom Air - Kiwi Airlines - Pacific Blue (Ребрендована на «Air New Zealand» та стала регіональною компанією «Virgin Australia») Норвегія - Color Air - Feel Air Пакистан - Rayyan Air - Bhoja Air Філіппіни - AirAsia Zest (нині як «Philippines Airasia») - Spirit of Manila Airlines Польща - Air Polonia - Centralwings - Direct Fly - GetJet - OLT Express Poland Румунія - Carpatair (нині як регіональна авіакомпанія) - Fly Romania Росія - Авіанова - Доброльот - Sky Express Саудівська Аравія - Sama Сербія - Centavia Сінгапур - Tigerair (об'єднана зі «Scoot») - Valuair (нині як «JetStar Airways») Словаччина - SkyEurope ПАР - 1time - Velvet Sky - Skywise Airlines Південна Корея - Air Pohang Шрі-Ланка - Mihin Lanka (об'єднана з «SriLankan Airlines») Швеція - Flyme - FlyNordic - Snowflake Тайвань - U-Land Airlines - V Air Таїланд - One-Two-GO Airlines - Solar Air Україна - Wizz Air Ukraine ОАЕ - Kang Pacific Airlines Велика Британія - Air Scotland - bmibaby - Debonair - Duo Airways - flyglobespan - Go - Laker Airways - Monarch Airlines США - Air Florida - AirTran Airways - ATA Airlines - Hooters Air - Independence Air - MetroJet - Midway Airlines - National Airlines - Pacific Southwest Airlines - Pearl Air - People Express - Safe Air - Skybus Airlines - SkyValue - Song Airline - Southeast Airlines - Streamline Air - Tower Air - ValuJet Airlines - Vanguard Airlines - Virgin America - Western Pacific Airlines Уругвай - U Air Зімбабве - Zimbabwe flyafrica.com |